# 金生饅頭

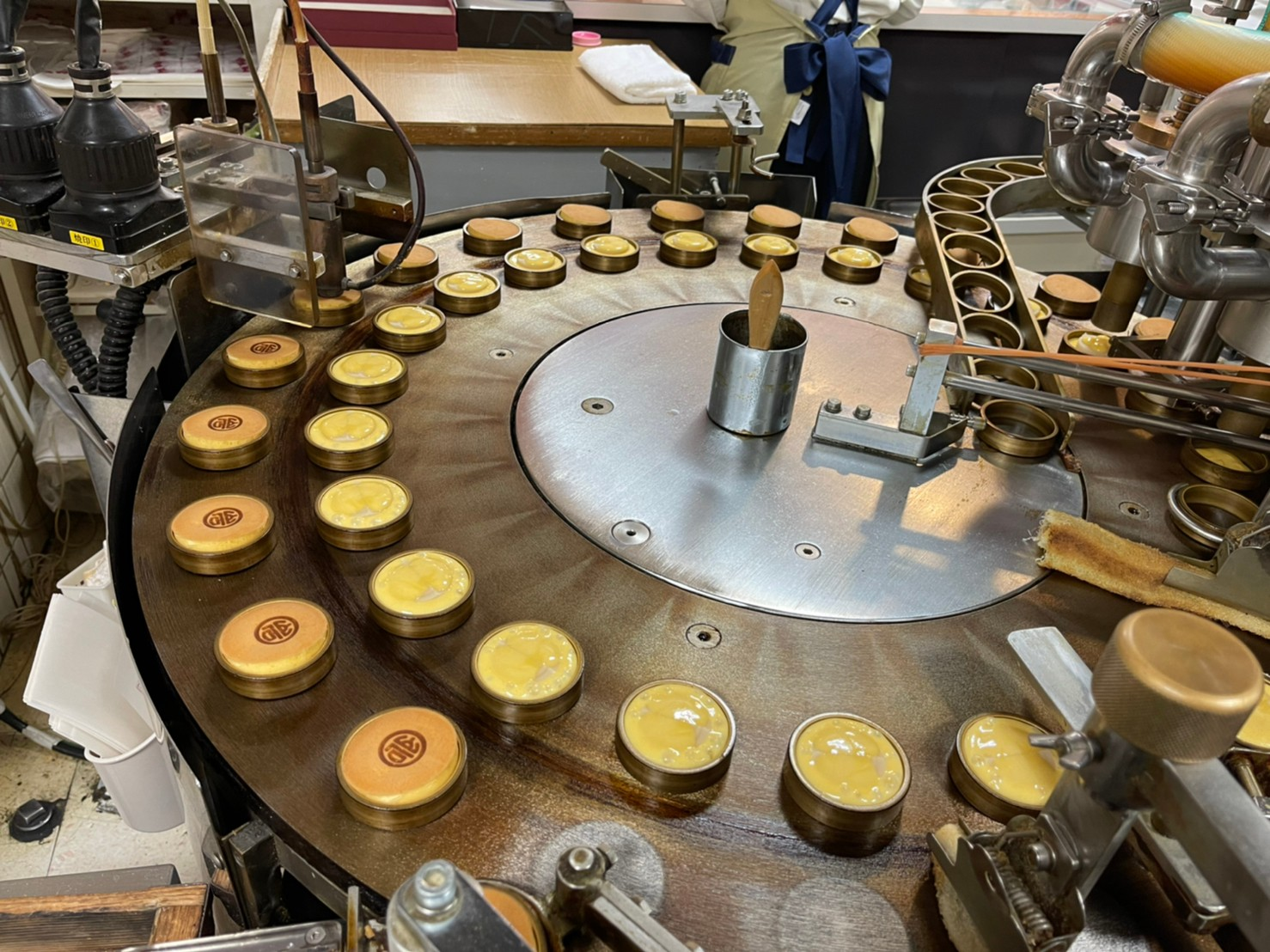
金生饅頭

金生饅頭（きんせいまんじゅう）は、鹿児島県鹿児島市金生町に所在する百貨店の山形屋1号館地下1階の食料品売り場の一角で1951年（昭和26年）から製造販売されている和菓子である。
川内山形屋の1階でも販売されていたが、2024年8月11日に発売元の商店が閉店した。

## 概説
「金生」という商品名は、金生町に山形屋の本店が所在していることに由来している。
小麦粉と卵と上白糖と蜂蜜を使用した生地で白餡を包み焼き上げ、表面に山形屋の店標である「○岩」が焼印されている。製造の過程は自動化された実演販売で、出来立ての熱々を購入できる。
山形屋のオンラインショップでも購入可能である。
2016年（平成28年）11月までは、宮崎山形屋のデパ地下食品売り場でも「まるいわ饅頭」の名で販売されており、宮崎山形屋の商紋は正しくは○岩の丸の下端に「M」があるが、焼印では省略されていた。
山形屋2号館5階の雑貨店「What」では、金生まんじゅうのイラストがデザインされたマスキングテープも販売されている。

## 文化饅頭
同様なものは秋田市では金萬、京都市新京極ではロンドン焼として販売されている。山形屋同様に百貨店では、札幌市の丸井今井では「とうまん」、宮崎市の橘百貨店では「橘まんじゅう」、浜松の菓子店「秋芳洞」では「カステラ饅頭」、大丸でも梅田店や神戸店などの一部店舗で同様な饅頭が取り扱われている。過去には滋賀県大津市のびわ湖温泉紅葉パラダイスでは「紅葉焼」の名称で同様の物が販売されていたが施設閉鎖に伴い過去帳入りした。
このような機械による自動化された実演販売の饅頭は、かつて「文化饅頭」と総称されたが、現在では死語となっている。宮崎山形屋とボンベルタ橘で使用されている機械は福岡県古賀市の同一メーカー製であり、銘板に実用新案であることが記されている為、製造機のメーカーはたいてい同一のキノ式である。
これらの饅頭類の元祖は、戦前、製造メーカーである福岡県古賀市にある城野鉄工所が出店した菓子店で販売した「都まんじゅう」であり、この成功から全国の菓子店がメーカーに注文した製造機械が全国に普及したものである。

## 期間限定商品
期間限定で、下記に記した金生まんじゅうも販売された。
中身の餡では、抹茶餡や紫芋餡、こしあんなども販売された。
生地では、天文館で採取された蜂蜜を混ぜた生地を使用し「天文館はちみつプロジェクト」におけるミツバチのキャラクターが焼印された「天文館はちみつ入り金生まんじゅう」も販売された。
焼印では、「令和」「ありがとう」など文字、ウサギと卯、竜と辰など、その年の十二支にちなんだ模様と文字、巴の模様と鹿児島の祭であるおぎおんさぁの文字、クリスマスツリーの模様、鹿児島商業高等学校の校章、第47回全国高等学校総合文化祭こと2023かごしま総文のマスコットキャラクター「かごまる」の焼き印を押した「かごまる金生まんじゅう」など、様々な焼印が押された金生まんじゅうが販売された。
パッケージデザインと焼印が異なる金生まんじゅうも期間限定で販売。
2017年（平成29年）に鹿児島県歴史資料センター黎明館で企画展「大ゴジラ特撮王国」が開催された際には記念して、シン・ゴジラとコラボレーションしたデザインで、中にはシン・ゴジラのオリジナルステッカー2種中1枚が入った「金生ゴジラまんじゅう」が、1号館地階の金生まんじゅうコーナー、ドルフィンポート山形屋店「故郷市場」、黎明館、鹿児島空港エアポート山形屋売店、山形屋オンラインショップで販売された。
2021年（令和3年）に黎明館で企画展「エヴァンゲリオン展VISUAL WORKS」が開催された際には記念して、特務機関NERVのマークが焼印されパッケージデザインはヱヴァンゲリヲン新劇場版で、中にはエヴァンゲリオン初号機のオリジナルステッカー1枚が入った「金生エヴァまんじゅう」が、1号館6階大催場に期間限定出店したエヴァストア出張店「EVA STORE LIMITED」で販売された。
2022年（令和4年）に2号館6階山形屋文化ホールと天文館ベルク広場で「鹿児島放送開局40周年記念KKBこども博 IN 山形屋」が開催された際には記念して、KKB鹿児島放送のイベント「KKBこども博」とKKBマスコットキャラクターであるプラッピーが施された「KKBこども博 金生まんじゅう with プラッピー」が、1号館地階の金生まんじゅうコーナーと1号館5階で販売された。
限定の焼印が入った金生まんじゅうが販売されず無料配布される場合もあり、2023年（令和5年）4月14日に行われたAMU WEの開業式典で、アミュプラザ鹿児島のイメージキャラクターであるお笑いタレントのなかやまきんに君が駆けつけ会場を盛り上げた際には、山形屋ストアAMU WE店の入り口で、なかやまきんに君の焼印が入った山形屋の金生まんじゅうが振る舞われた。